# Paula Cooper
Paula Cooper (Gary, 25 agosto 1969 – Indianapolis, 26 maggio 2015) è stata una criminale statunitense, condannata a morte per omicidio di primo grado, compiuto con alcune complici quando aveva solo 15 anni, la cui pena venne poi commutata con la reclusione in seguito ad una mobilitazione internazionale.

## Biografia
Il 14 maggio 1985, con altre tre ragazze (Denise Thomas, 14 anni, Karen Corder, 16 anni, e April Beverly, 15 anni), come lei tutte afroamericane e minorenni, accoltellò a morte un'anziana insegnante di catechismo, Ruth Pelke, di 78 anni, colpendola 33 volte a scopo di rapina.
Paula Cooper fu l'unica ad essere condannata alla pena di morte, mediante sedia elettrica. In virtù della giovane età e del contesto razziale, ci fu una mobilitazione internazionale per salvarle la vita, a cui aderirono papa Giovanni Paolo II, la comunità di Sant'Egidio, Nessuno tocchi Caino e Amnesty International. Per NTC, gruppo del Partito Radicale contro la pena capitale, furono molto attivi i militanti Ivan Novelli e Paolo Pietrosanti. Nel 1988 la Corte suprema proibì la pena capitale ai minori di 16 anni al momento del crimine, e la decisione fu ripresa dalla Corte suprema dell'Indiana, che commutò la pena in ergastolo, poi in 60 anni di carcere. Il nipote della vittima, Bill, inizialmente favorevole alla pena di morte per l'assassina di sua nonna, cambiò idea dopo una conversione religiosa, chiedendo la grazia e divenendo abolizionista. Dopo 26 anni circa di prigione, la Cooper fu scarcerata sulla parola il 17 giugno 2013.
Anni dopo il caso, si stabilì l'abolizione della pena di morte per i minorenni, in quanto giudicata contraria all'VIII emendamento della Costituzione degli Stati Uniti d'America, che proibisce pene inusitate e crudeli.
Il 27 maggio 2015 fu trovata morta all'età di 45 anni a Indianapolis dalla polizia che ha parlato di possibile suicidio.